# Lunetterie
Le terme de lunetterie désigne les techniques et moyens utilisés pour la conception, la fabrication, le commerce, ou la réparation des instruments d'optique, appareils de l'observation visuelle des objets proches ou éloignés, mesure de la vue et appareils de la correction de la vision des personnes. 
Par métonymie, il représente aussi :
- les objets ainsi fabriqués, principalement les lunettes de vue (article détaillé) par des lunetiers ;
- le lieu où l’on fabrique ces objets, atelier ou usine, et le magasin de l’opticien-lunetier qui vend adapte et répare le produit de correction et d'adaptation à la lumière de la vue.

## Histoire
L’histoire des lunettes se confond avec celle des sciences. La vision humaine est un phénomène complexe difficile à comprendre. Les différents défauts de l’œil  (surtout la myopie) sont connus relativement tôt. En attendant l’invention des lunettes, au XIIIe siècle, on cherche surtout à grossir les textes à l’aide de perles de verre. L’accès à la lecture restant encore très confidentiel, la vue et la lumière intéressent avant tout l’élite. En cherchant à expliquer les mécanismes de sa vision, l’homme fait progresser de nombreuses disciplines : la philosophie, l’anatomie et la médecine et ce qui deviendra l’optique.
Les penseurs de l’Antiquité étudient et analysent la vision de manière relativement détaillée : Aristote (IXe siècle av. J.-C.) comprend le rôle de la lumière dans le mécanisme de la vision et la définit comme un phénomène physique.
L’anatomiste romain Galien, (IIe siècle), précurseur de la chirurgie, a l’intuition de l’influx nerveux. Il comprend que le nerf optique transporte l’information recueillie par la rétine jusqu’au cerveau, qui analyse cette information en vision. Gallien comprend également le phénomène de la cataracte (opacification du cristallin) et met au point une technique opératoire permettant de faire basculer le cristallin opacifié.
Au Moyen Âge, les principales avancées scientifiques sont réalisées dans le monde islamique. Alhazen (XIe siècle) est considéré comme le père de l’optique moderne. Il étudie l’œil, son anatomie, ses maladies et leurs traitements. Il considère également la lumière comme un phénomène physique et étudie sa propagation dans différents milieux. Il introduit ainsi les notions de réfraction, de réflexion et de transmission de la lumière. Son traité d’optique tiendra lieu de référence dans le monde connu jusqu’à Newton.
Les lunettes, quant à elles, apparaissent au XIIIe siècle en Occident. Dans un premier temps, aussi appelées bésicles, elles se limitent à deux verres grossissants maintenus ensemble par un clou. À partir du XIIIe siècle, elles font ainsi des apparitions dans des tableaux et des gravures représentants des lettrés. Léonard de Vinci (XVe siècle) consacre un traité d’optique resté célèbre pour ses schémas anatomiques très détaillés.
Galilée (savant) perfectionne la lunette astronomique inventée en Hollande et corrige ses imperfections optiques. Grâce à cet outil, il réalise des observations qui lui permettent d’étayer sa fameuse théorie héliocentriste.
La révolution dans le domaine survient au XVIIe siècle avec Newton. Sa théorie de la gravité aborde également les propriétés de la lumière. Les lois physiques élaborées par Newton restent appliquées dans l’optique moderne, même si la théorie de la relativité d’Einstein relie la lumière à la notion d’espace-temps.
L’optique et les lunettes demeurent aujourd’hui une discipline de pointe. Les opticiens proposent des verres à la fois légers et résistants, si bien que la technique s’efface devant l’esthétique. Les lunettes du XXIe siècle sont devenues un accessoire de la vie courante. Elles corrigent tous les défauts visuels (myopie, hypermétropie, astigmatisme, presbytie) et servent autant à voir qu’à être vu. Malgré l’avancée des lentilles, les lunettes de vue et les lunettes de soleil restent un accessoire incontournable.